# Hydraena inancala
Hydraena inancala är en skalbaggsart som beskrevs av Perkins 2007. Hydraena inancala ingår i släktet Hydraena och familjen vattenbrynsbaggar. Inga underarter finns listade i Catalogue of Life.